# Манг
Манг (вьет. Mảng, кит. 莽族) — народ общей численностью 4,5 тыс. чел., проживающий на территории Вьетнама в провинции Лайтяу. Язык этого народа (манг) принадлежит к австроазиатской семье (мон-кхмерской группы). Религиозная принадлежность верующих — традиционные верования.